# Fenitrothion
Fenitrothion, de triviale naam voor dimethoxy-(3-methyl-4-nitrofenoxy)-thioxofosforaan, is een organische verbinding met als brutoformule C9H12NO5PS. De stof komt voor als een bruine tot gele vloeistof met een kenmerkende geur, die onoplosbaar is in water.
Fenitrothion wordt gebruikt als insecticide en werd in 1959 door Sumitomo Chemical Company en Bayer AG op de markt gebracht. Handelsnamen van de stof zijn: Accothion, Metathion, Novathion en Sumithion.

## Toxicologie en veiligheid
De stof ontleedt bij verhitting of bij verbranding, met vorming van giftige dampen, onder andere stikstofoxiden, fosforoxiden en zwaveloxiden.
Fenitrothion is irriterend voor de ogen en de huid. Fenitrothion kan effecten hebben op het zenuwstelsel, met als gevolg stuiptrekkingen, ademhalingsfalen en uiteindelijk ook de dood. Bij langdurig contact kan er een remming van cholinesterase optreden.